# Sebastosema bubonaria
Sebastosema bubonaria là một loài bướm đêm trong họ Geometridae.